# Donglan
Donglan, även romaniserat Tunglan, är ett härad i Hechis stad på prefekturnivå i den autonoma regionen Guangxi i sydligaste Kina.
Häradet har gett sit namn till den ovanliga fiskarten Sinocyclocheilus donglanensis.
Den ledande kinesiske politikern Wei Guoqing kommer från orten.

## Källa
1. ↑  ”worldpostmarks.net”. Arkiverad från originalet den 2 januari 2015. https://web.archive.org/web/20150102101710/http://worldpostmarks.net/HTML%20Countries/china.htm. Läst 22 juli 2015.